# Olimpíada de xadrez de 2002
A Olimpíada de xadrez de 2002 foi a 35.ª edição da Olimpíada de Xadrez organizada pela FIDE, realizada em Bled entre os dias 25 de outubro e 11 de novembro. A Rússia (Garry Kasparov, Alexander Grischuk, Alexander Khalifman, Alexander Morozevich, Peter Svidler e Sergei Rublevsky) conquistou novamente a medalha de ouro, seguidos da Hungria (Péter Lékó, Judit Polgar, Zoltán Almási, Zoltán Gyimesi, Róbert Ruck e Péter Ács) e Armênia (Vladimir Akopian, Smbat Lputian, Karen Asrian, Gabriel Sargissian, Artashes Minasian e Ashot Anastasian). No feminino, a China (Zhu Chen, Xu Yuhua, Wang Pin, Zhao Xue) conquistou a medalha de ouro seguidas da Rússia (Ekaterina Kovalevskaya, Svetlana Matveeva, Alexandra Kosteniuk e Tatiana Kosintseva) e Polônia (Iweta Radziewicz, Joanna Dworakowska, Monika Soćko e Beata Kądziołka).

## Quadro de medalhas

### Aberto
| Tabuleiro   | Ouro                         | Prata                   | Bronze                    |
| 1.º         | ZIM Robert Gwaze             | LUX Alberto David       | QAT Mohamad Al-Modiahki   |
| 2.º         | MON Jean-Philippe Gentilleau | USA Yasser Seirawan     | HUN Judit Polgar          |
| 3.º         | INA Cerdas Barus             | RUS Alexander Khalifman | ESP Alfonso Romero Holmes |
| 4.º         | BRN Maher Ayyad              | TUR Suat Soylu          | FIN Tapani Sammalvuo      |
| 1.º res     | UAE Jassim Saleh             | TRI Tapani Sammalvuo    | LBA Abobker El-Arbi       |
| 2.º res     | IRL Sam Collins              | MGL Zulzaga Byambaa     | ETH Wossenyelew Hailu     |
| Performance | RUS Garry Kasparov           | ARM Vladimir Akopian    | RUS Alexander Khalifman   |

### Feminino
| Tabuleiro   | Ouro                    | Prata                        | Bronze                    |
| 1.º         | VIE Hoàng Thanh Trang   | IND Subbaraman Vijayalakshmi | GEO Maia Chiburdanidze    |
| 2.º         | YUG Svetlana Prudnikova | EST Leili Pärnpuu            | RUS Svetlana Matveeva     |
| 3.º         | POL Monika Soćko        | AZE Zeinab Mamedyarova       | ESP Patricia Llaneza Vega |
| res         | CHN Zhao Xue            | RUS Tatiana Kosintseva       | UZB Olga Sabirova         |
| Performance | CHN Zhao Xue            | RUS Tatiana Kosintseva       | GEO Maia Chiburdanidze    |